# Marcello Durazzo
Marcello Durazzo (Génova, 1710 - Génova, dezembro de 1791) foi o 169.º Doge da República de Génova.

## Biografia
No dia 3 de fevereiro de 1767 Durazzo tornou-se no Doge de Génova. O seu mandato ficou marcado pela perda definitiva da ilha da Córsega para a França atravé do Tratado de Versalhes. A 3 de fevereiro de 1769 ele chegou ao fim do seu mandato e mais tarde tornou-se chefe do magistrado de guerra e dos inquisidores do estado. Durazzo foi então deputado pelas obras do Porto de Savona e mandou construir o forte do Vado, sempre com o seu toque pessoal, que passou a chamar-se Forte Marcello em sua homenagem. Até 1791 teve três cargos: protetor da "nação judaica", magistrado do Culto e protector do Santo Ofício. Durazzo faleceu em Génova em dezembro de 1791 aos 81 anos.